# Ágyi poloska
Az ágyi poloska (Cimex lectularius) a rovarok (Insecta) osztályának félfedelesszárnyúak (Hemiptera) rendjébe, ezen belül a poloskák (Heteroptera) alrendjébe és a vérszívó poloskák (Cimicomorpha) családjába tartozó faj.
Eredetileg a denevérek külső élősködője volt, később pedig az ember és egyes háziállatok (pl. baromfi, házigalamb) vérszívójává is vált. Világszerte elterjedt, sok problémát okozó házi kártevő.

## Előfordulása
Az ágyi poloska feltehetőleg a Közel-Keletről származik. Melegebb éghajlatú vidékeken gyakrabban előfordul, de lakott területeken szinte az egész világon jelen van. Elsősorban az emberek és a madarak vérszívója. Budapest ágyi poloska fertőzöttsége 1997 óta emelkedik, 2015-ben elkészült a város ágyi poloska térképe, mely több mint 3700 adat alapján mutatja a főváros fertőzöttségének mértékét.

## Megjelenése
Az ágyi poloska hossza 5-7 milliméter. A kifejlett ágyi poloska barna színű, testét finom szőrök borítják. A hím és a nőstény külsőre hasonló, a nőstény kissé nagyobb. Táplálkozás előtt teste lapos, korongszerű. Miután átszúrta a bőrt, és jóllakott vérrel, teste kitágul. Szájszerve finom szúrósörtéből áll, melynek hegyes végét szondaként használja: gyakran egymás mellett többször is megszúrja a bőrt, mire megtalálja az eret, érzéstelenítő és véralvadásgátló anyagot juttat a szervezetbe és szívásba kezd. A jóllakott ágyi poloska bíborszínű árnyalatot vesz fel. A hátsó pár szárnya teljesen elcsökevényesedett, a félfedők azonban apró pikkelyek formájában megtalálhatóak. Lábain fejlett karmok és tapadókorongok találhatók, melyek segítségével függőleges felületeken is könnyedén mozog.

## Életmódja
A rovar tápláléka kizárólag a gazdaszervezet véréből áll. A rovar fejlettségétől-testméretétől függően idővel egyre tovább bírja táplálék nélkül. A frissen kikelt példányoknak napokon belül táplálkozni kell, míg a kifejlett példányok akár fél évig is bírják. Táplálékát éjszaka keresi, hő- és szén-dioxid-kibocsátása alapján találja meg; nappal elrejtőzik. Bár fénykerülőek, a fiatal illetve éhes példányok világosban is előmerészkednek táplálkozni, ha ember közelségét érzik.  Az ágyi poloska elegendő táplálék esetén körülbelül 18 hónapig él. Táplálkozása során a melegebb tehát vékonyabb bőrfelületet keresi. Itt befúrja szájszervét hogy egy megcsapolható eret találjon. Ha nem sikerül, pár milliméteres eltérésekkel újra próbálkozik. A teljesen fájdalommentes táplálkozása 5-30 percig tarthat, ha megzavarják abbahagyja, és elrejtőzik. Emiatt egyetlen példány alkalmanként 4-6 szúrásnyomot is produkálhat, ami az allergén nyála miatt akár egy hétig viszkető érzést és pirosodást okoz.
Melegebb helyen az állat aktívabb, mozgása méretéhez képest fürge. A frissen kikelt példányok az egy millimétert sem érik el, nagyon kis réseken is képesek átpréselni magukat hogy az ember közelébe férkőzzenek. Emiatt az sűrűn lakott helyeken nehéz megakadályozni a terjedésüket mivel szellőzőkön, külső falon, csövek, kábelek mentén is vándorolhatnak közelebbi véradó alany hiányában. Élete emberhez kötődik, a hónapokra magára hagyott tárgyakat elhagyja. Röpképtelen, nem tud ugrani, viszont karmos lábai révén ügyesen mászik. A teljesen sima függőleges pl. üveg, porcelán, fém, vagy ragadós felületek jelentenek csak akadályt. Speciális szájszerve miatt nem képes megrágni semmilyen anyagot, emiatt a légmentesen lezárt tárolók is akadályozzák terjedését illetve rejtőzködését.
A rovar táplálékkereséskor önálló, de a számára kedvező rejtekhelyeken csoportokba tömörülhet. Jelenlétéről több dolog árulkodhat: A csípések mellett az elhullott ágyi poloska, illetve ágyi poloska által vedlett bőr, mivel kifejlődésük során ötször is vedlenek. Vérpöttyök maradhatnak az ágyhuzaton, jelentősebb fertőzés esetén ágyi poloska ürülék (kis fekete pöttyök az ágykeretek alján, matracokon és egyéb búvóhelyeken) ágyi poloska peték (amelyek legfeljebb 1 milliméter nagyságúak, hosszúkás formájúak, krém–fehér színűek) az ágyi poloska édeskés szaga (ez azonban csak nagy fertőzöttség esetén, vagy speciálisan kiképzett kutya által észlelhető).

## Szaporodása
A párzási időszak zárt helyiségekben egész évben tart, azonban a szabadban csak nyáron van. Az állat 13 héten át minden nap rak egy petét. A fehér pete 1 milliméter hosszú és 0,5 milliméter széles. A petéből való kifejlődéshez, megfelelő körülmények között, 4-5 nap kell. Ha nem jók a kifejlődéshez szükséges körülmények, a kikelés három hónapba is telhet. Kikelés után a lárvák 3-8 hét elteltével érik el végleges méretüket.

## Irtásuk
Az ágyi poloska irtása precizitást és felkészültséget igényel, mivel a kártevő esetenként ellenálló az irtására használt szintetikus piretroidokkal szemben. Mivel az élő kártevők, illetve nyomaik felkutatása gyakorlott szemet igényel, érdemes szakemberre (egészségügyi gázmester, kártevőirtó szakmunkás) bízni a feladatot. A hatékony irtás érdekében az összes lehetséges búvóhelyet kezelni kell. Mivel a vérszívók erősen kötődnek az emberhez, a normál kártevőirtási protokoll során csak a hálószobák ágyait (főleg az ágyak hátulsó és alsó része, anyaghatárai) és az ágyak közvetlen környezetét kell kezelni. A lakóingatlan egyéb, alvásra nem alkalmas helyiségeinek kezelése rendszerint szükségtelen. Az ágyneműt és a ruhaneműket a leghatékonyabban magas hőfokon (min. 60 fok) történő mosással lehet poloskamentesíteni. Az irtás technológiája többféle lehet: permetezés, porozás és kiegészülhet hidegköd-képzéssel is. Az egész irtási folyamatot gyakran meg kell ismételni körülbelül két héten belül, mivel az engedélyezett poloskairtószerek a petéket nem pusztítják el (a poloskapeték 10-14 nap alatt kelnek ki). Nyugat-Európában és az Egyesült Államokban egyéb kártevőirtási eljárások is használatosak (magas hő befúvása, fagyasztás), de ezek rendkívül magas költsége miatt ezen módszerek hazánkban nem terjedtek el.
Vegyszermentes ritkítási lehetőség ha az ágyak lábaira ragadós anyag kerül felhelyezésre.

## Képek

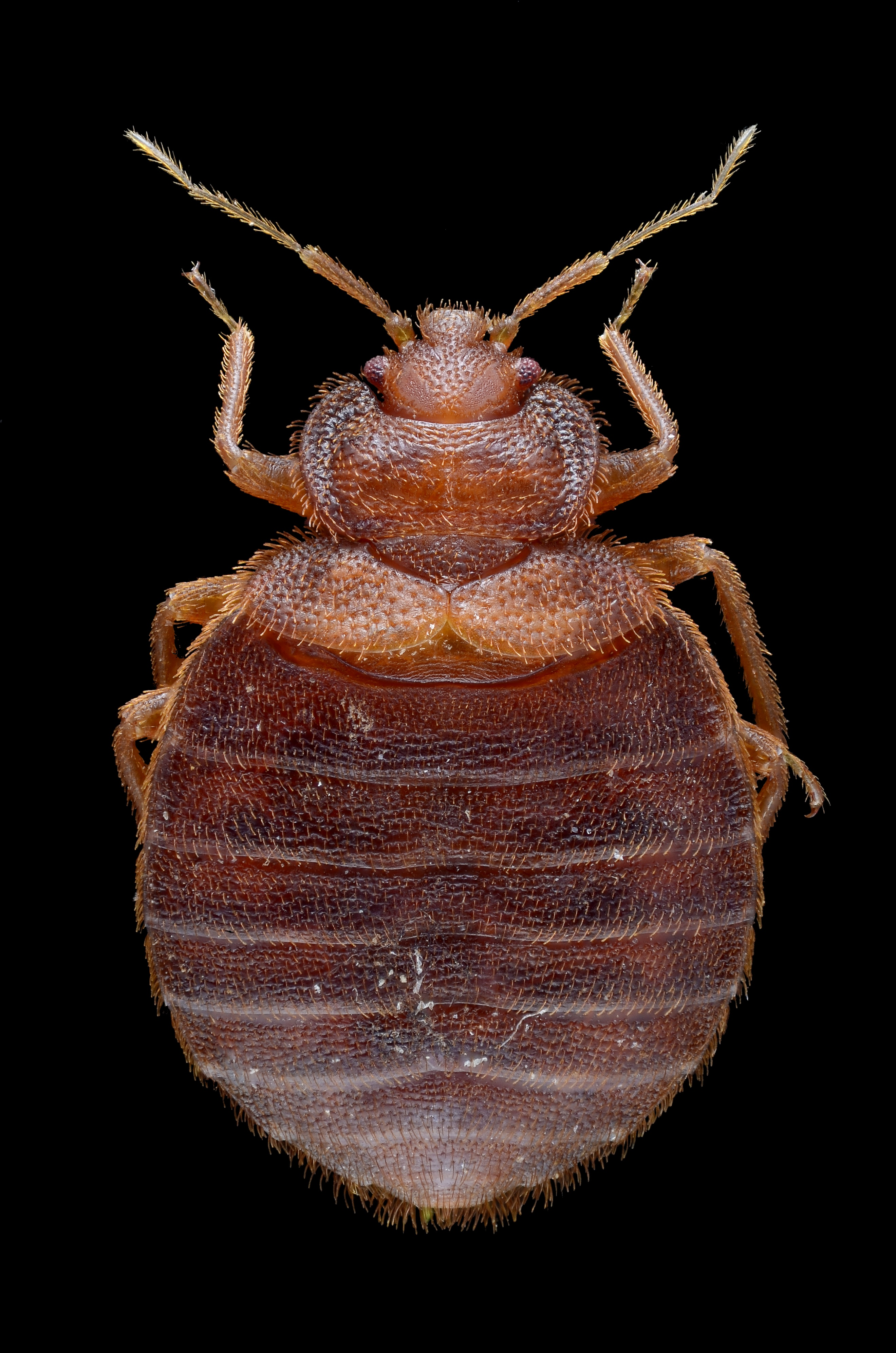
Felnőtt nőstény felülről
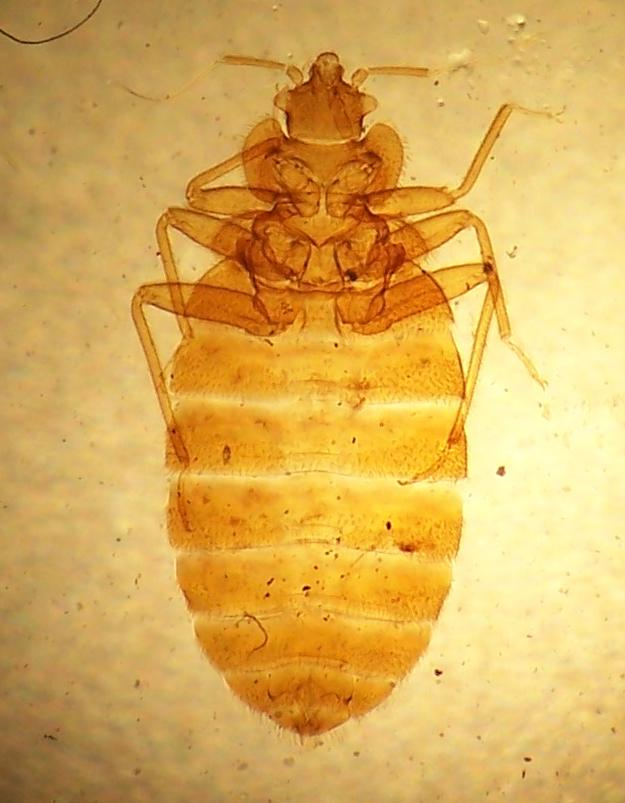
Ágyi poloska alulról
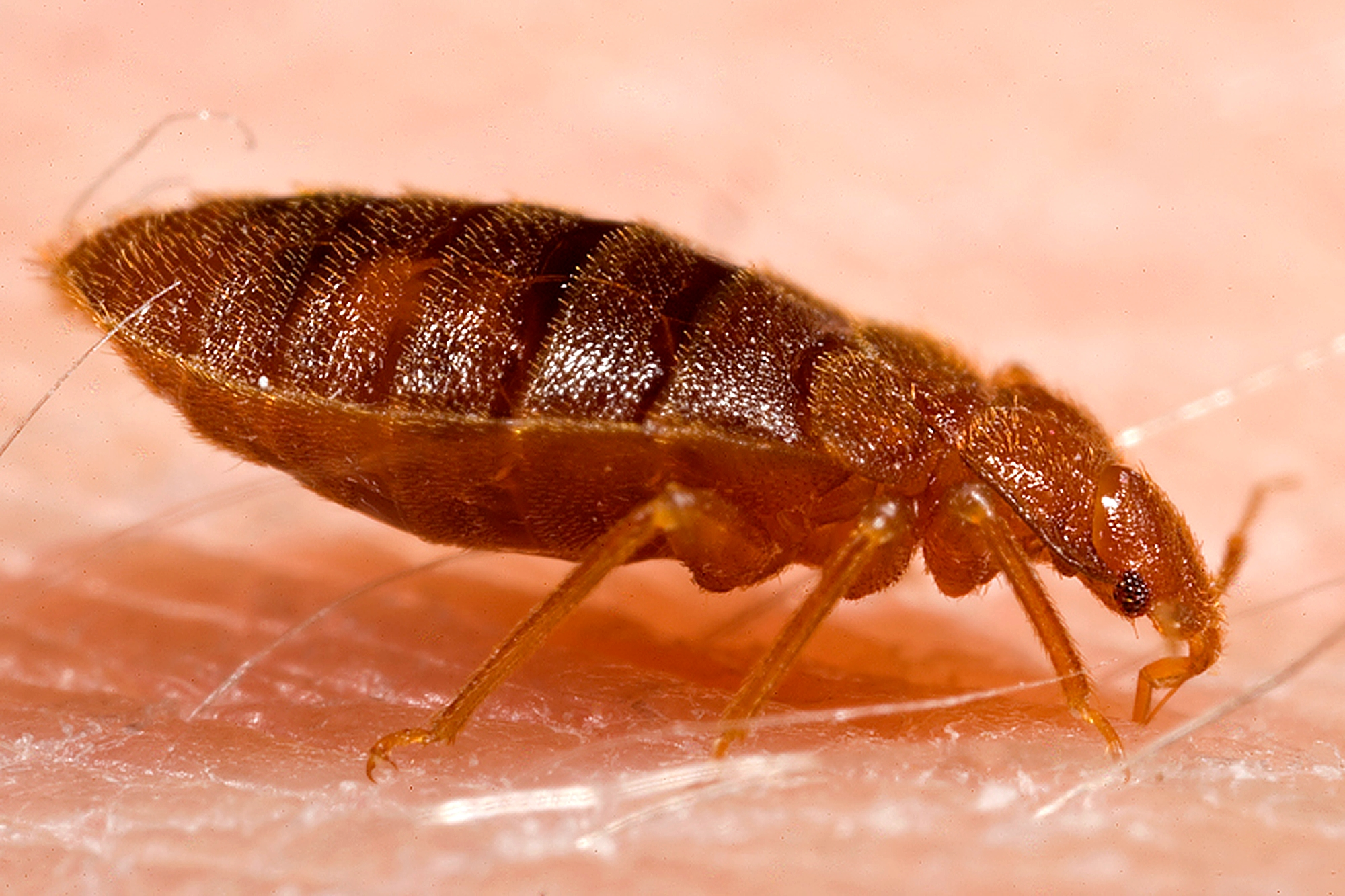
Táplálkozó példány
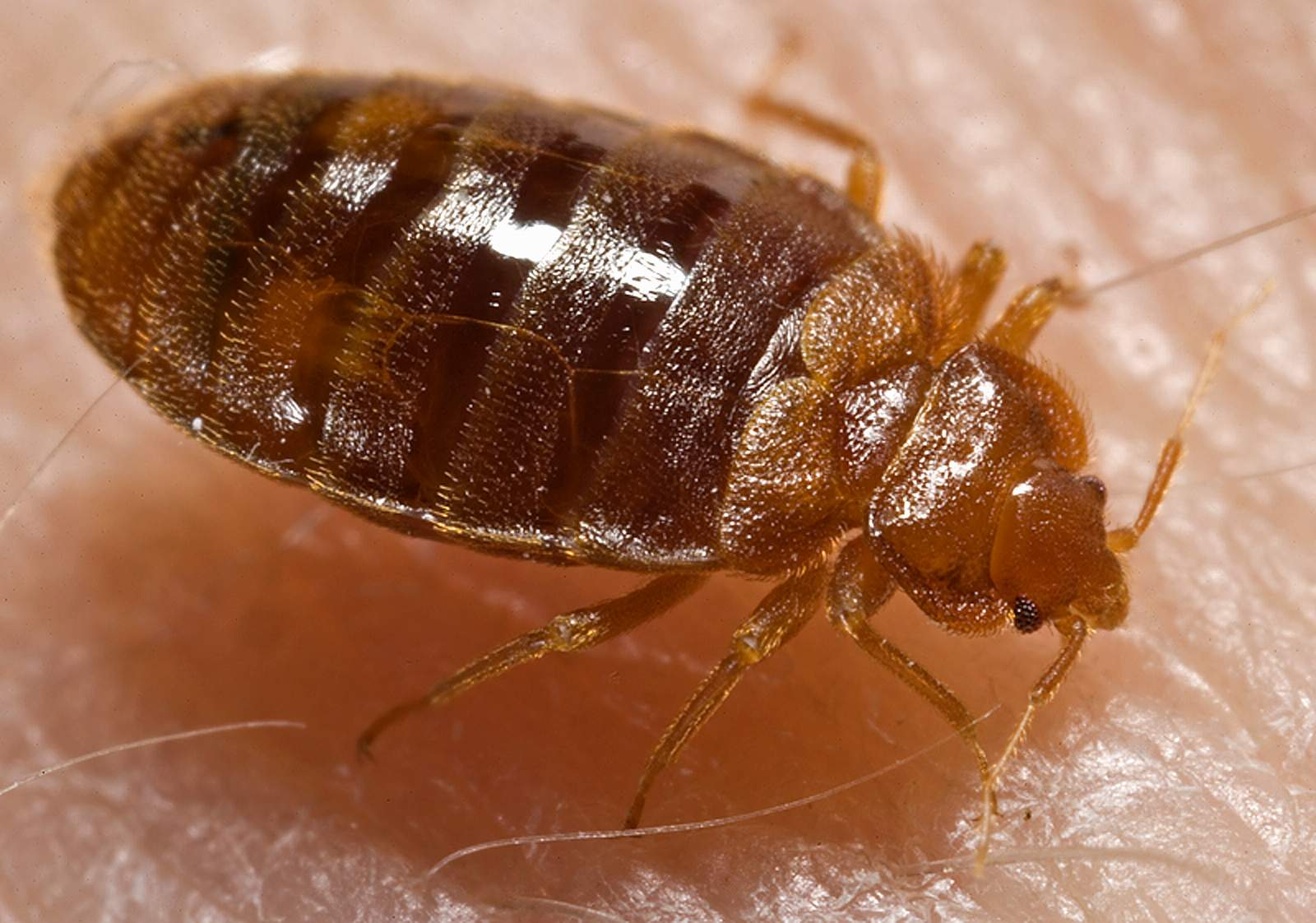
Egymagában
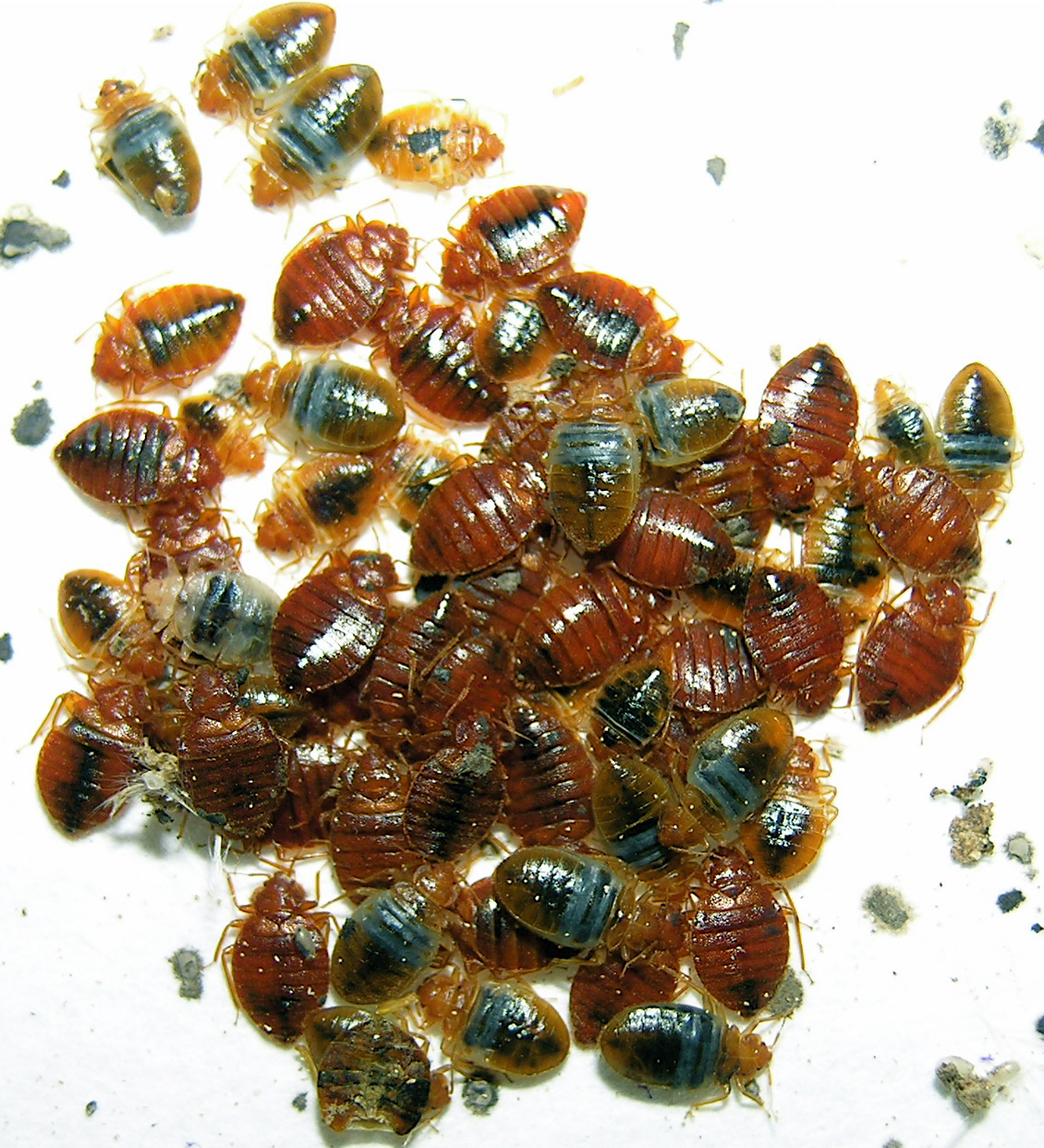
és tömegesen
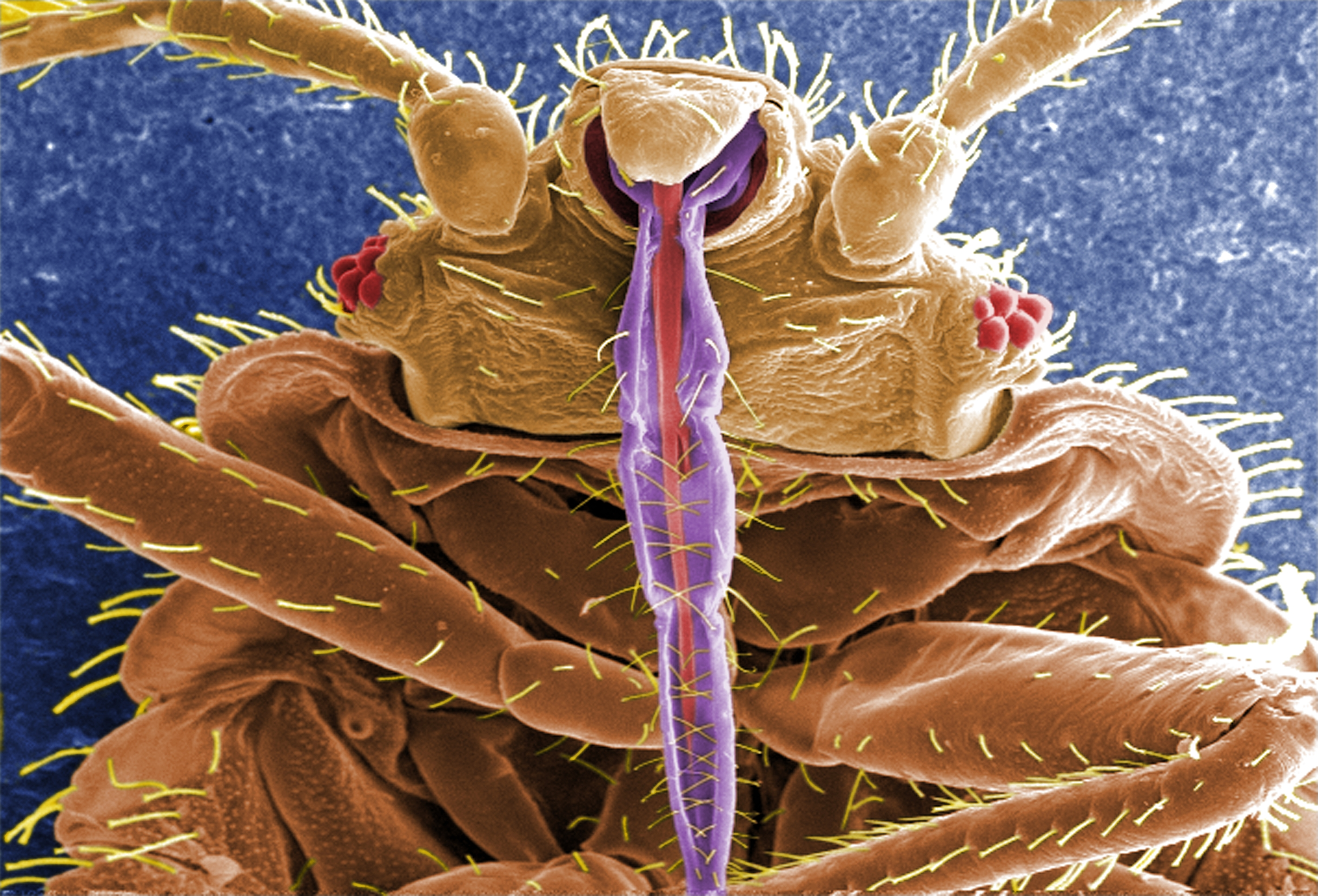
Az ágyi poloska fejének színezett elektronmikroszkópos képe
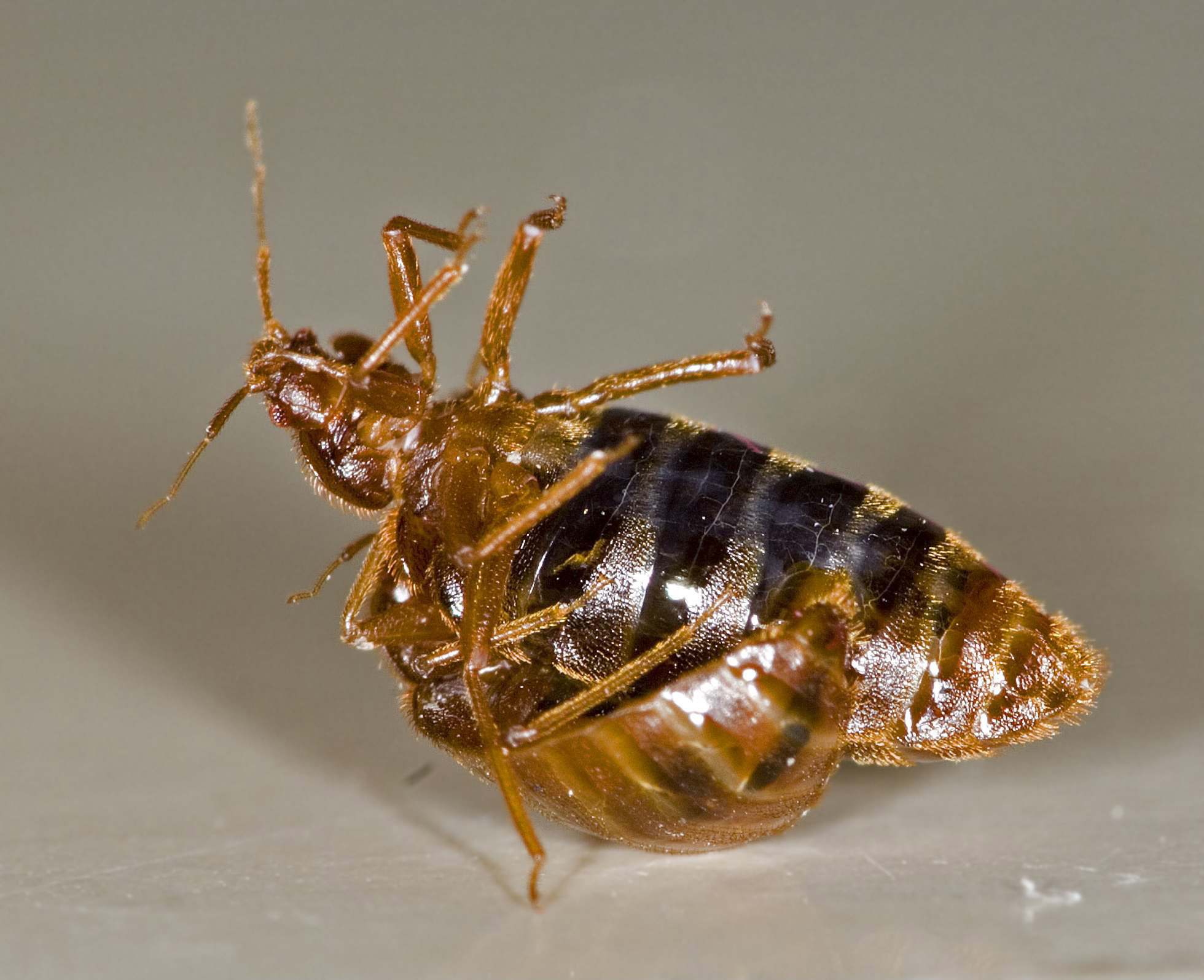
Erőszakos párosodás
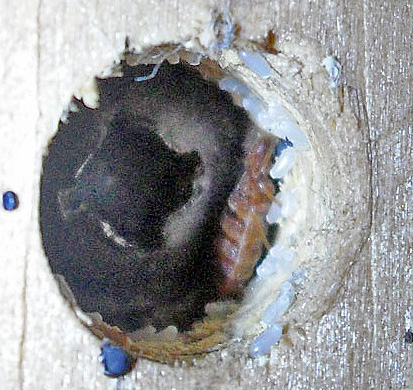
Petét rakó nőstény
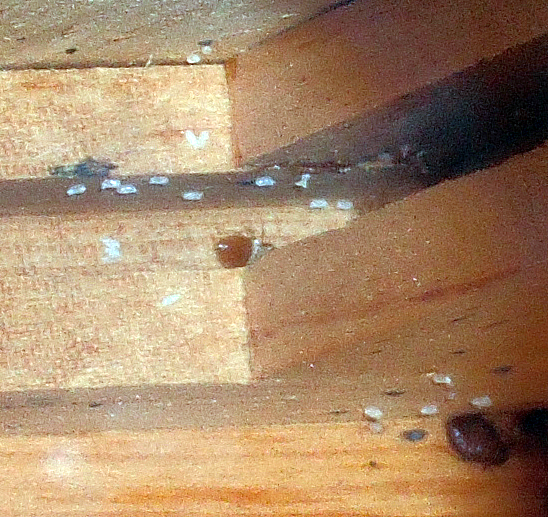
Ágyi poloska fertőzés egy szekrényben
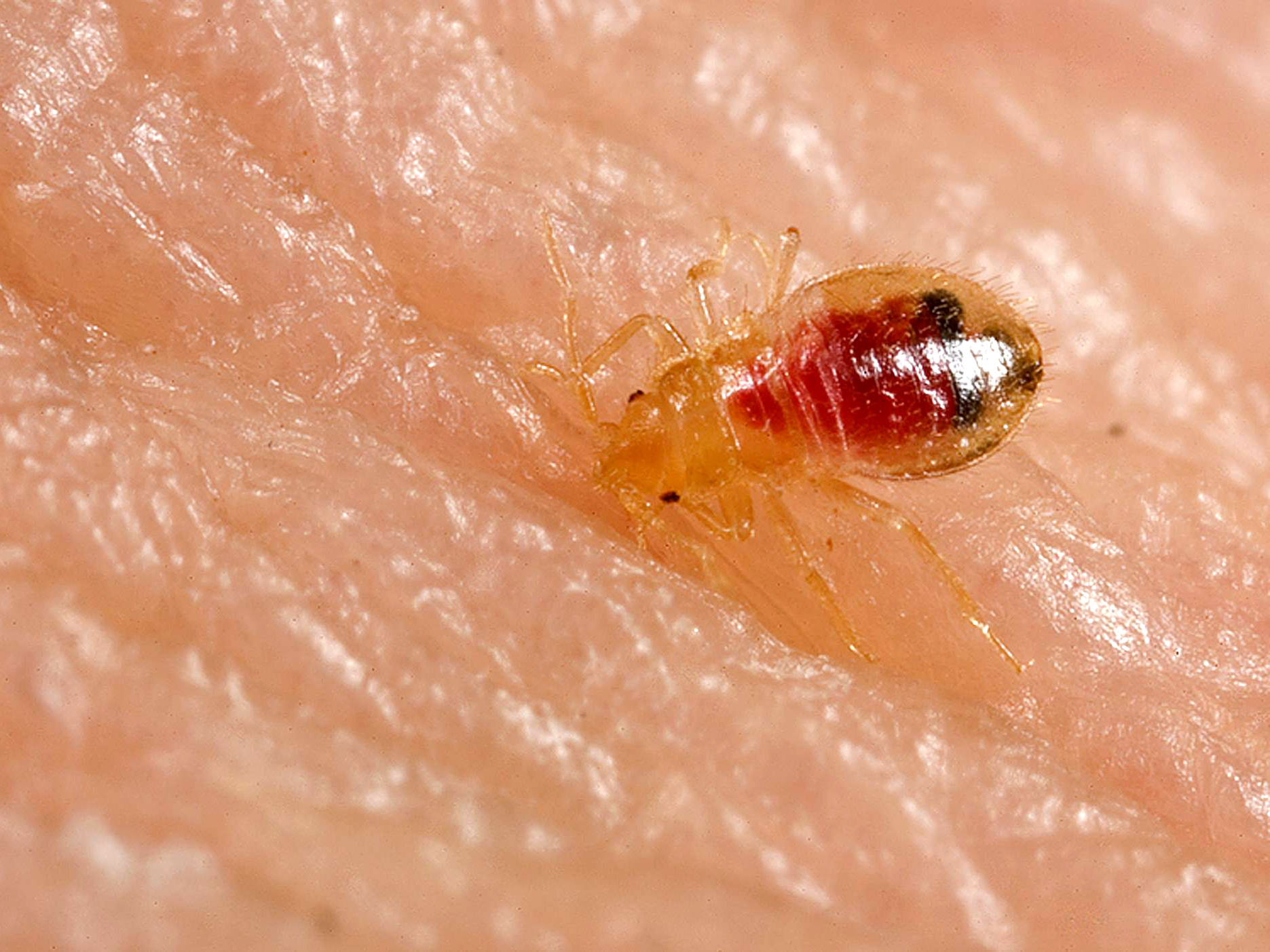
Lárva
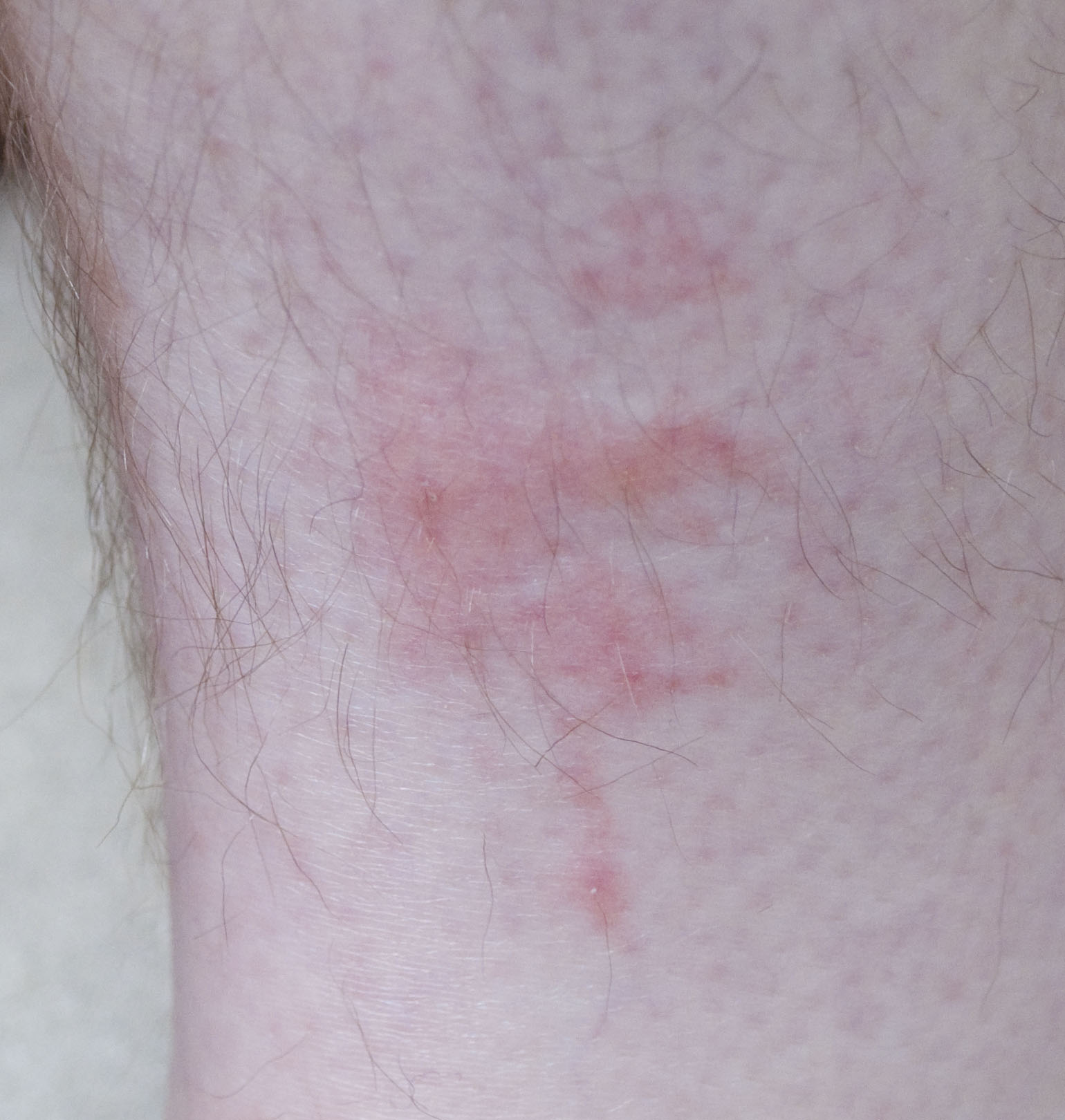
Csípés az ember lábán,
hátán
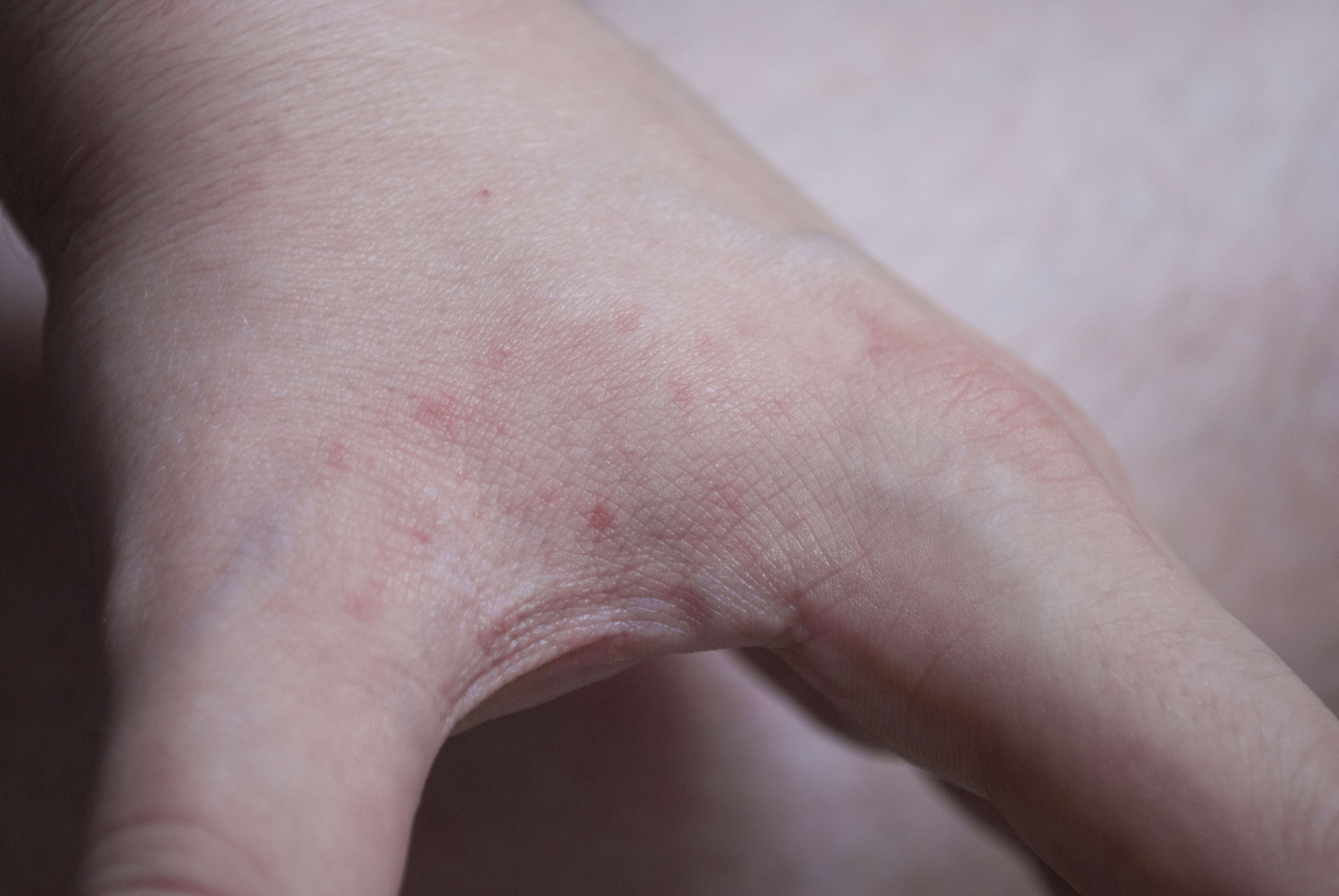
és kezén